# Saint Helier

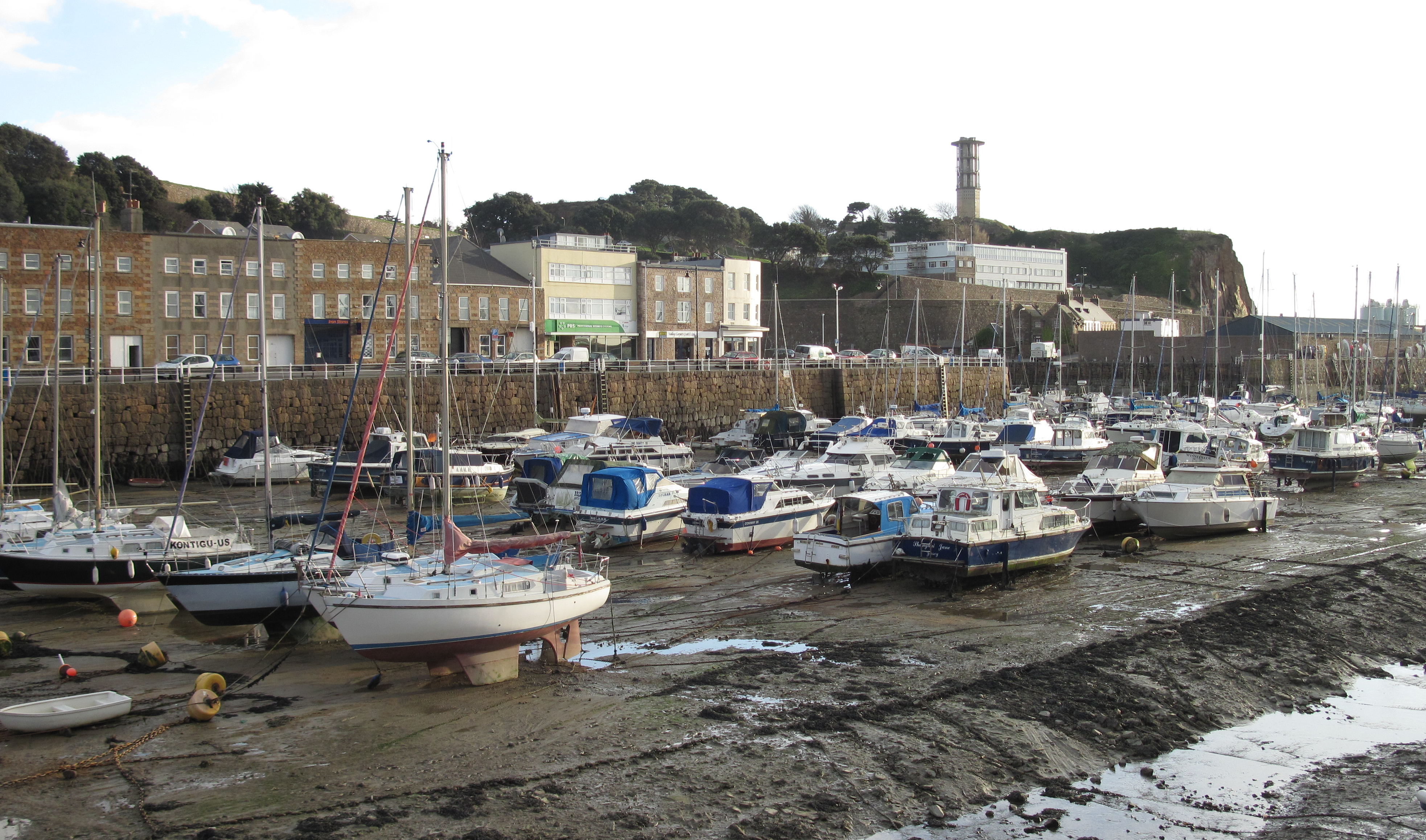
Saint Helier en 2010.

Saint Helier (en jerseyés, Saint Hélyi; en francés, Saint-Hélier) es la mayor ciudad y capital de Jersey, una dependencia de la Corona británica ubicada en las Islas del Canal, aunque la casa del gobierno se sitúa en Saint Saviour. Tiene una población estimada de 28 000 habitantes. La parroquia cubre un área superficial de 10,6 km², siendo el 9% del área total de la isla. El escudo de la parroquia son dos hachas cruzadas de oro en un fondo azul, simbolizando el martirio de San Helerio y el mar.

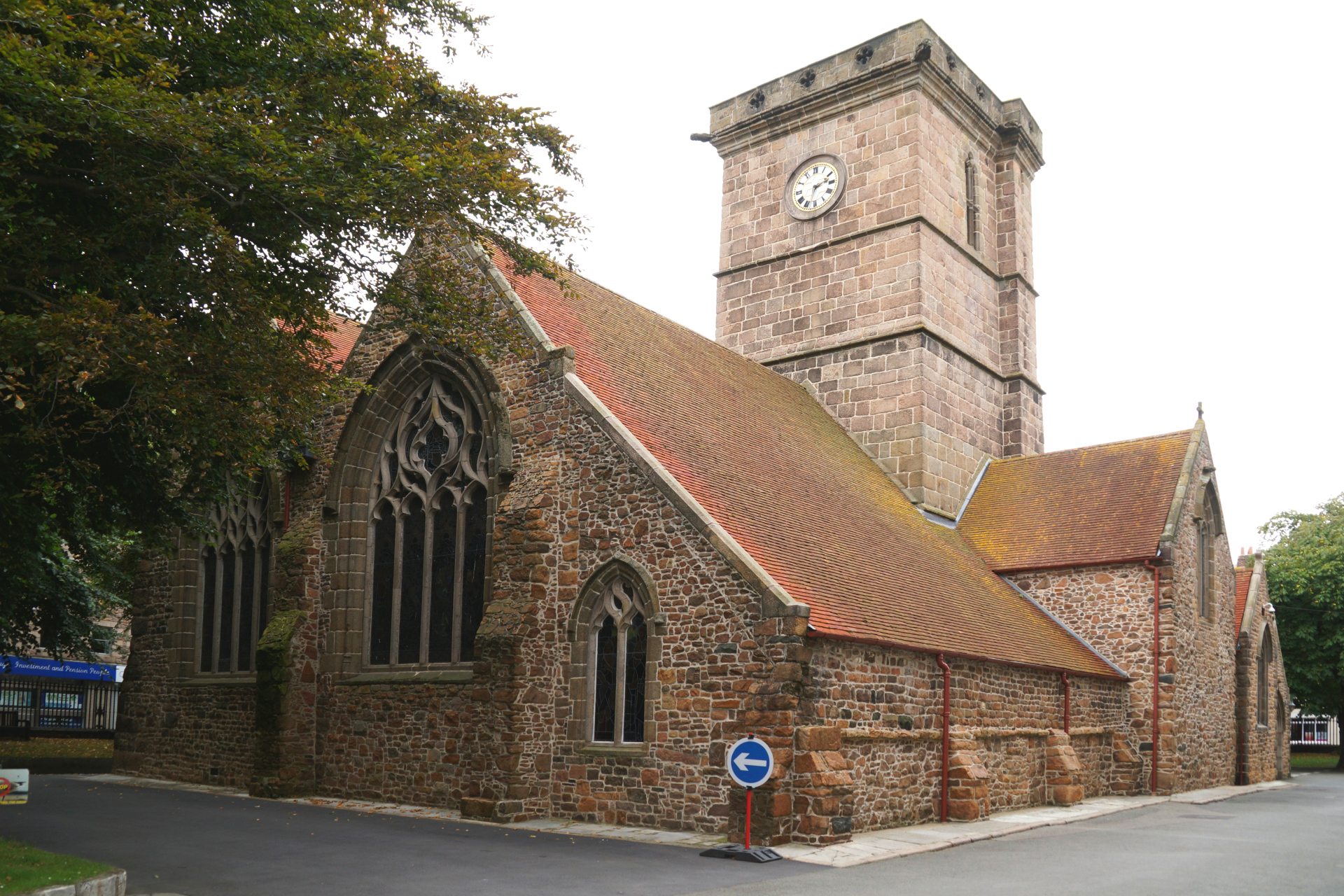
Iglesia parroquial de St. Helier.
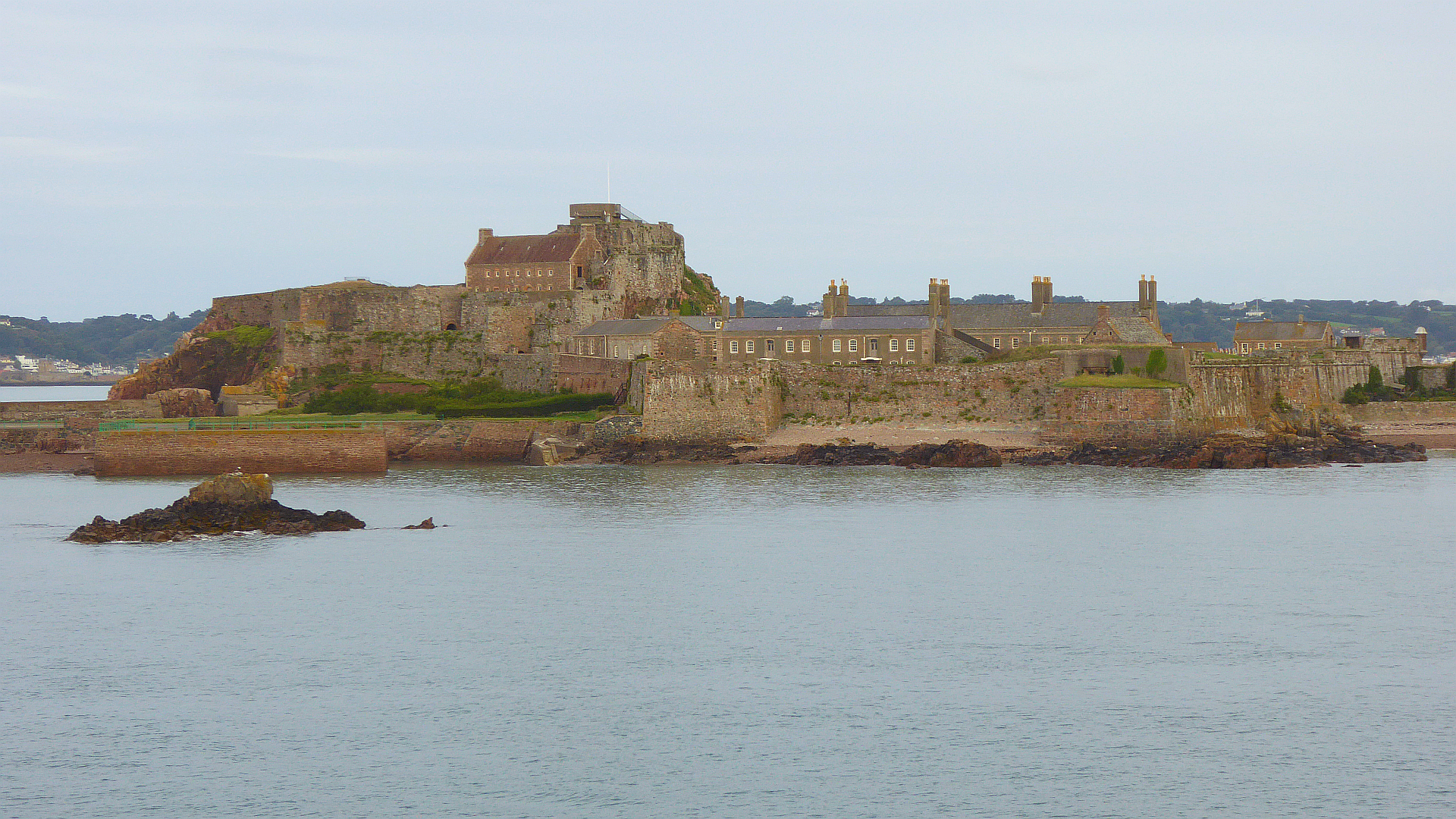
"Elizabeth Castle Island", al oeste, frente al puerto de Saint Helier.

- Datos: Q147738
- Multimedia: Saint Helier, Jersey / Q147738